# 크리시 티건
크리시 티건(영어: Chrissy Teigen, 1985년 11월 30일 ~ )은 미국의 모델, 배우이다. 가수 존 레전드의 아내로 잘 알려져 있다. 아버지는 노르웨이계 미국인이고 어머니는 태국인이다.
그녀의 성 'Teigen'의 원래 발음은 '타이건(/ˈtaɪɡən/)'이 맞지만 오래 전부터 많은 사람들이 잘못 발음한 탓에 '티건(/ˈtiːɡən/)'으로 굳어졌다. 뒤늦게 이 사실이 알려지고 나서 어떻게 부를지 질문받았지만, 더 큰 혼란을 피하기 위해 이미 굳어진 발음을 유지하기로 했다. 따라서 크리시 본인을 포함한 모두가 성을 '티건'으로 발음한다. 일종의 예명으로 받아들인 셈이다(가족들은 여전히 '타이건'으로 부른다).